# Google Workspace
Google Workspace (in precedenza Google Apps e in seguito G Suite) è una suite software di produttività personale comprendente strumenti per il cloud computing e per la collaborazione, offerta sia in abbonamento che gratuitamente da Google.
Include le diffuse applicazioni Web di Google tra cui Gmail, Chat, Calendar e Currents per la comunicazione; Drive per l'archiviazione; Documenti, Keep, Moduli e Sites per la produttività e la collaborazione; e, a seconda del piano, un pannello di amministrazione per la gestione del vault, degli utenti e dei servizi.
Nonostante questi prodotti siano disponibili gratuitamente per uso domestico, Workspace offre vantaggi specifici per le organizzazioni ovvero in ambito professionale quali indirizzi email personalizzati in base al dominio (@tuaazienda.it), 30 GB di spazio minimo di memorizzazione per documenti ed email ad utente, nonché assistenza telefonica e tramite email 24/24.
In quanto soluzione di cloud computing, offre un approccio diverso rispetto ad altre suite per l'ufficio in commercio, offrendo l'hosting delle informazioni dei clienti nella rete di data center sicuri di Google, o su server tradizionali gestiti internamente e fisicamente nelle sedi aziendali.
Secondo Google, più di 5 milioni di organizzazioni nel mondo utilizzano Google Apps, tra cui il 50% delle aziende della classifica Fortune 500.

## Cronologia
- 10 febbraio 2005: Google avvia un test per Gmail for Your Domain al San Jose City College, offrendo l'hosting degli account Gmail con indirizzi con dominio SJCC e strumenti di amministrazione per la gestione degli account[6].
- 28 agosto 2006: Google lancia Google Apps for Your Domain, un insieme di applicazioni per le organizzazioni. Disponibile gratuitamente come prodotto beta, includeva Gmail, Google Talk, Google Calendar e Google Page Creator successivamente sostituito da Google Sites. Dave Girouard, allora vicepresidente e direttore generale per le imprese di Google, ne definisce i vantaggi per i clienti aziendali: "Le organizzazioni possono affidarsi alla competenza di Google per offrire email, soluzioni di messaggistica e altri servizi basati su Web, mentre si occupano delle esigenze degli utenti e delle attività aziendali quotidiane"[7].
- 10 ottobre 2006: viene presentata un'edizione per le scuole, conosciuta come Google Apps for Education[8].
- 22 febbraio 2007: Google presentata Google Apps Premier Edition che, a differenza della versione gratuita, offre più spazio di memorizzazione (10 GB per account), API per l'integrazione aziendale e un Service Level Agreement con il 99,9% di uptime. Il costo è di 50 dollari per account utente all'anno. Secondo Google, tra i primi utilizzatori di Google Apps Premier Edition appaiono Procter & Gamble, San Francisco Bay Pediatrics e Salesforce.com[9].
- 25 giugno 2007: Google aggiunge diverse caratteristiche a Google Apps, tra cui la migrazione di mail, che consente ai clienti di trasferire i dati delle email esistenti da un server IMAP[10]. In un articolo di ZDNet viene notato che Google Apps offriva uno strumento alternativo ai diffusi Microsoft Exchange Server e Lotus Notes, posizionando Google tra le alternative a Microsoft e IBM[11].
- 3 ottobre 2007: un mese dopo l'acquisizione di Postini, Google annuncia di aver aggiunto le opzioni di sicurezza email e di conformità della startup in Google Apps Premier Edition. I clienti hanno dunque la possibilità di configurare meglio i filtri per spam e virus, implementare criteri di conservazione, ripristinare messaggi eliminati e fornire agli amministratori accesso a tutte le email[12].
- 26 febbraio 2008: Google presenta Google Sites, un nuovo e semplice strumento di Google Apps per la creazione di intranet e di siti Web per i team[13].
- 9 marzo 2010: Google apre Google Apps Marketplace, un negozio online per applicazioni aziendali di terze parti che si integrano con Google Apps, per semplificare agli utenti e al software le attività commerciali nel cloud. Tra i fornitori coinvolti appaiono Intuit, Appirio e Atlassian[14].
- 9 giugno 2010: Google lancia Google Apps Sync per Microsoft Outlook, un plug-in che consente ai clienti di sincronizzare i dati di email, calendario e contatti tra Outlook e Google Apps[15].
- 7 luglio 2010: Google annuncia che i servizi inclusi in Google Apps (Gmail, Google Calendar, Google Documenti e Google Talk) non sono più in versione beta[16].
- 26 luglio 2010: Google presenta negli Stati Uniti Google Apps for Government, un'edizione di Google Apps progettata per rispondere agli esclusivi criteri ed esigenze di sicurezza del settore pubblico. Inoltre viene annunciato che Google Apps era diventata la prima suite di applicazioni cloud a ricevere certificazione e accreditamento del Federal Information Security Management Act (FISMA)[17].
- 26 aprile 2011: Google annuncia che le organizzazioni con più di 10 utenti non hanno più diritto a usufruire della versione gratuita di Google Apps, e che quindi avrebbero dovuto registrarsi per la versione a pagamento, ora conosciuta come Google Apps for Business. Viene presentato anche un piano di fatturazione flessibile, che consente ai clienti la possibilità di pagare 5 dollari per utente al mese senza impegni contrattuali[18].
- 28 marzo 2012: Google rilascia Google Apps Vault, un servizio opzionale di eDiscovery e di archiviazione per i clienti di Google Apps for Business[19].
- 24 aprile 2012: Google presenta Google Drive, una piattaforma per la memorizzazione e la condivisione di file. A ogni utente di Google Apps for Business vengono assegnati 5 GB di memorizzazione su Drive, con la possibilità di acquistare ulteriore spazio di memorizzazione[20]. Molti osservatori notano l'entrata di Google nel mercato della memorizzazione cloud, diventando un concorrente di entità come Dropbox e Box[21].
- 6 dicembre 2012: Google annuncia che la versione gratuita di Google Apps non è più disponibile per i nuovi clienti[22].
- 13 maggio 2013: Google aumenta la quota di memorizzazione di Drive per i clienti di Google Apps, combinando i 25 GB su Gmail e i 5 GB su Drive e aumentando così il totale per utente a 30 GB da poter utilizzare tra tutti i prodotti di Apps, inclusi Gmail e Google Drive[23].
- 10 marzo 2014: Google lancia in alcuni Paesi il Google Apps Referral Program, che offre ai partecipanti un buono di presentazione da 15 dollari per ciascun nuovo utente di Google Apps presentato[24].
- 25 giugno 2014: Google presenta Drive for Work, una nuova proposta di Google Apps che offre memorizzazione di file illimitata, reportistica di controllo avanzata e nuovi controlli di sicurezza al costo di 10 dollari per utente al mese[25].
- 2 settembre 2014: Google Enterprise, la divisione di prodotti aziendali della società, viene ufficialmente rinominata Google for Work. "Non abbiamo mai voluto creare un'attività di 'impresa' tradizionale, volevamo creare un nuovo modo di lavorare", ha spiegato Eric Schmidt, presidente esecutivo di Google. "È giunto il momento che il nostro nome diventi grande quanto la nostra ambizione". Di conseguenza, Google Apps for Business viene rinominata Google Apps for Work[26].
- 14 novembre 2014: nell'edizione gratuita di Google Apps non sono più supportati i domini secondari. L'edizione gratuita di Google Apps supporta quindi solamente alias di dominio[27].
- Google ha annunciato che Google Apps sarebbe stato rinominato G Suite il 29 settembre 2016[28]. Poi, il 25 ottobre 2016, Google ha lanciato il primo prodotto hardware per G Suite, la Jamboard; una lavagna digitale da 55 pollici connessa al cloud[29].
- Google ha annunciato che G Suite sarebbe stato rinominato Google Workspace il 6 ottobre 2020[30][31] e che Workspace avrebbe enfatizzato una maggiore integrazione tra le app, come la possibilità di creare documenti dall'interno di Chat o avviare una chiamata Meet dall'interno di una presentazione[32]. Nell'ambito del rebranding, i loghi iconici di Gmail, Google Drive, Google Docs, Google Calendar, Google Meet e altri prodotti in Google Workspace sono stati modificati. Questi nuovi loghi corrispondevano ai cambiamenti simili avvenuti in Google Maps e Google Foto[33][34]. Le riprogettazioni del logo sono state accolte con reazioni contrastanti da parte degli utenti finali[35][36].
- Il 14 giugno 2021, Google ha annunciato che Google Workspace sarebbe stato disponibile per i consumatori con un account Google, insieme alla possibilità per gli utenti di passare completamente da Google Hangouts a Google Chat, il rebranding della funzione "Rooms" in Gmail in "Spaces", un nuovo livello "Google Workspace Individual", un'app web progressiva per le applicazioni Workspace e altro ancora[37][38].
- Il 19 gennaio 2022, Google ha annunciato che tutti gli account "G Suite legacy free edition" dovevano essere aggiornati a un livello a pagamento entro il 1 maggio 2022, altrimenti l'account si sarebbe aggiornato automaticamente. Se un utente non eseguiva manualmente l'upgrade a un livello a pagamento e se nella pagina di amministrazione dell'account non venivano immessi dati di pagamento, l'account veniva sospeso a partire dal 1º luglio 2022. Il livello gratuito degli account era disponibile per la registrazione degli utenti dal 2007 fino al 2012, momento in cui sono stati modificati in uno stato legacy. Ciò non ha influito sull'accesso ad altri servizi Google, inclusi YouTube, Google Foto e Google Play, né sui contenuti a pagamento, inclusi gli acquisti su YouTube e Play Store[39].
- Il 17 maggio 2022, Google ha annunciato che avrebbe offerto agli account "G Suite legacy free edition" l'opzione per identificare autonomamente gli utenti che usano questi account per scopo non aziendale. Ciò ha dato loro la possibilità di continuare a utilizzare questo servizio gratuitamente[40].
- Il 28 febbraio 2023 Google ha annunciato la crittografia lato client anche su Google Workspace per una maggiore sicurezza sulla privacy dei dati di Gmail e Calendar[41][42].
- il 10 maggio 2023, durante il Google I/O è stata annunciata l'introduzione di Duet AI, un'intelligenza artificiale in grado di aumentare la produttività grazie all'aiuto fornito in fase di sviluppo di presentazioni, fogli di calcolo, testi ed elaborazione delle immagini, oltre che in Gmail.[43] Dapprima in fase di beta testing, da agosto dello stesso anno è in vendita la licenza per uso professionale in abbonamento mensile.[44]

## Prodotti
Google Workspace è la suite integrata di Google per uso professionale (imprese, enti, lavoratori autonomi, associazioni, organizzazioni in generale), composta da applicazioni di tipo office ovvero software di produttività personale. Pertanto, include funzioni di configurazione e modellazione per l'impiego della soluzione (Google Admin). Come detto sopra, le stesse applicazioni possono essere utilizzate anche in ambito domestico ovvero per uso non professionale: in questo caso, la soluzione mantiene formalmente la qualifica Workspace sebbene non sia uno 'spazio di lavoro" nel senso aziendale del termine.
La gamma di prodotti e servizi di Google Workspace comprende Gmail, Google Calendar, Google Drive, Hangouts, Documenti, Fogli, Presentazioni, Moduli, Sites, Currents e Vault. Tranne Google Apps Vault, l'intera gamma è inclusa nel piano di base, al costo di 4 euro per utente al mese o 40 euro per utente all'anno. Drive for Work è un pacchetto premium, include Google Apps Vault, spazio di memorizzazione illimitato ed è disponibile al costo di 8 euro per utente al mese.

### Gmail
Gmail è stato presentato con un lancio limitato il 1º aprile 2004 ed è attualmente il servizio di email Web più conosciuto al mondo. Il servizio è stato aperto a tutti gli utenti consumer nel 2007. A partire da giugno 2012, 425 milioni di persone utilizzano Gmail, secondo Google.
La versione consumer gratuita di Gmail è supportata da annunci di testo relativi al contenuto dei messaggi email degli utenti. Tra le funzionalità più apprezzate si trovano 15 GB di memorizzazione gratuita, gestione per conversazioni, efficaci funzioni di ricerca e un'interfaccia in stile applicazione.
Sebbene simile alla versione gratuita, Gmail in Google Apps for Work offre funzionalità aggiuntive progettate per gli utenti aziendali.
Alcune delle funzionalità includono:
- Email personalizzata con il nome del dominio del cliente (@tuaazienda.it)
- 99,9% di uptime garantito senza alcun tempo di inattività pianificato per la manutenzione[53]
- Spazio di memorizzazione di 30 GB o illimitato condiviso con Google Drive, in base al piano
- Nessuna pubblicità
- Assistenza clienti 24/7
- Google Apps Sync per Microsoft Outlook[52]

### Drive
Il servizio di memorizzazione e sincronizzazione file di Google è stato introdotto sul mercato il 24 aprile 2012, almeno sei anni dalla diffusione delle prime voci sul prodotto. L'annuncio ufficiale di Google descriveva Google Drive come "un posto dove poter creare, condividere, collaborare e conservare tutto il contenuto".
Con Google Drive, gli utenti possono caricare qualsiasi tipo di file sul cloud, condividerli con altri utenti e accedervi da qualsiasi computer, tablet o smartphone. Gli utenti possono sincronizzare facilmente file tra computer e il cloud con un'applicazione desktop per Mac e PC. L'applicazione crea una cartella speciale sul computer e consente di sincronizzare tutte le modifiche apportate ai file su Drive, sul Web e sui dispositivi. La versione consumer di Google Drive include 15 GB di memorizzazione condivisi tra Gmail, Drive e Google+ Foto.
Se offerto come parte di Google Apps for Work, Google Drive viene fornito con funzionalità aggiuntive progettate per l'utilizzo aziendale. Le funzionalità includono:
- Spazio di memorizzazione di 30 GB o illimitato condiviso con Gmail, in base al piano
- Assistenza clienti 24/24
- Condivisione dei controlli che mantengono i file privati fino a quando i clienti decidono di condividerli
- Controllo e reportistica avanzati[57]

In talune situazioni l'organizzazione deve passare ai piani di storage previsti in Google One.

### Documenti, Fogli, Presentazioni e Moduli
Google Apps include editor online per la creazione di documenti di testo o formati documentali, fogli elettronici, presentazioni e sondaggi. Il gruppo di strumenti è stato introdotto sul mercato inizialmente l'11 ottobre 2006, come Google Docs & Spreadsheets.
È possibile utilizzare Google Documenti, Fogli, Presentazioni e Moduli in qualsiasi web browser o su qualsiasi dispositivo portatile abilitato per il Web. È possibile condividere, commentare e revisionare in collaborazione in tempo reale documenti, fogli elettronici, presentazioni e sondaggi. Le funzionalità aggiuntive includono cronologia delle revisioni illimitata che consente di conservare al sicuro tutte le modifiche in una postazione con accesso offline che consente agli utenti di lavorare sui documenti senza connessione a Internet.
Il 25 giugno 2014, Google ha introdotto la modifica nativa per file di Microsoft Office in Google Documenti, Fogli e Presentazioni. Similmente alle osservazioni di altri articoli, un giornalista di Mashable ha scritto, "Google sta chiaramente presentando le sue applicazioni come una soluzione più economica per le società con la necessità di modificare occasionalmente i file di Office".

### Sites
Introdotto il 28 febbraio 2008, Google Sites consente agli utenti di creare e modificare pagine Web anche in caso di scarsa familiarità con il codice HTML o il web design. Gli utenti possono realizzare siti partendo da zero o utilizzare dei modelli, caricare contenuto come foto e video e controllare le autorizzazioni di accesso, selezionando chi può visualizzare e modificare ciascuna pagina.
Google Sites è stato lanciato come parte della suite a pagamento Google Apps, ma presto è stato reso disponibile anche agli utenti consumer. I clienti aziendali utilizzano Google Sites per realizzare siti per i progetti, intranet aziendali e siti per il pubblico.

### Calendar
Progettato per essere integrato a Gmail, si tratta di un servizio di calendario online di Google lanciato per gli utenti consumer il 13 aprile 2006. Utilizza lo standard iCal per interagire con altre applicazioni di calendario.
Il calendario online di Google è un calendario online integrato e condivisibile, progettato per i team. Le aziende possono creare calendari specifici per i team e condividerli con tutto il resto della società. È possibile delegare calendari a un altro utente affidandogli la gestione di calendari o eventi specifici. Gli utenti possono inoltre utilizzare Google Calendar per verificare la disponibilità di sale riunioni o risorse condivise e aggiungerle agli eventi.
Tra le utili funzionalità di Google Calendar sono incluse:
- Condivisione di calendari con membri del team e altri utenti per verificarne la disponibilità
- Sovrapposizione dei calendari dei membri del team in un'unica visualizzazione per identificare il momento in cui tutti i membri sono disponibili
- Utilizzo dell'applicazione per dispositivi portatili o sincronizzazione con il calendario integrato sui dispositivi portatili
- Pubblicazione di calendari sul Web e integrazione in Google Sites
- Semplice migrazione da Exchange, Outlook e iCal o da file .ICS e .CSV
- Prenotazione di sale e risorse condivise[69]

### Hangouts
Il 15 maggio 2013 Google ha annunciato che un nuovo strumento di testo, voce e chat video avrebbe sostituito i servizi di Google Talk, Google Voice e Google+ Hangouts. Conosciuto come Google Hangouts, consente fino a 10 utenti nella versione consumer e fino a 15 utenti nella versione professionale di unirsi a conversazioni tramite computer o dispositivi portatili. I partecipanti possono condividere le proprie schermate e visualizzare o collaborare sul contenuto. Il servizio Hangouts On Air consente agli utenti di eseguire lo streaming e la registrazione automatica di trasmissioni in diretta su Google+, YouTube e i propri siti Web.
La versione di Hangouts inclusa con Google Apps for Work supporta fino a 15 partecipanti e consente agli amministratori di scegliere se limitare l'utilizzo di Hangouts ai soli utenti dello stesso dominio, limitando l'accesso di partecipanti esterni.
L'applicazione Hangouts conserva i messaggi memorizzati online nel cloud di Google e offre un'opzione per disattivare la cronologia se l'utente desidera rendere privati i propri messaggi. Inoltre, l'integrazione di Google+ consente agli utenti di salvare le proprie foto con altri utenti in un album privato e condiviso su Google+.
Il 30 luglio 2014 Google ha annunciato che tutti i clienti di Google Apps avranno accesso a Hangouts, inclusi quelli non dotati di un profilo di Google+. Google ha inoltre collaborato per l'integrazione con altri fornitori di chat video come Blue Jeans Network e Intercall.
Google ha inoltre annunciato che Hangouts rientra negli stessi Termini di servizio di altri prodotti di Google Apps for Work come Gmail e Drive. Ai clienti di Apps for Work inoltre vengono offerti assistenza telefonica 24/7 per Hangouts, 99,9% di uptime garantito e certificazioni ISO 27001 e SOC 2.
Il 19 dicembre 2014 Google ha annunciato tramite un post su Google+ che era stata ripristinata una delle funzionalità più richieste di Hangouts in Gmail, la possibilità per gli amministratori dell'applicazione di decidere se mantenere i messaggi di stato visibili solo internamente.
Nel 2020 il servizio viene quasi totalmente sostituito da Google Meet e, soprattutto, da Google Chat, passaggio accelerato dalla pandemia di Covid19 in corso, e il limite degli utenti viene portato a 100 utenti. Hangouts è destinato a rimanere per l'utilizzo non professionale.

### Google+
Google+ è stato il servizio di social network di Google, lanciato il 28 giugno 2011 in fase sperimentale e solo su invito. Gli osservatori lo hanno definito il più recente tentativo di sfida di Google rivolta al gigante dei social network Facebook. Nonostante Google+ abbia da allora superato Twitter diventando il secondo social network più utilizzato dopo Facebook, è stato criticato per aver deluso gli utenti e non essere riuscito a generare traffico di rinvio.
Il 27 ottobre 2011 Google ha annunciato che Google+ era disponibile per gli utenti che utilizzavano Google Apps all'università, per lavoro e per uso domestico.
Il 29 agosto 2012 Google ha annunciato che, in seguito ai commenti dei clienti aziendali che avevano partecipato a un programma pilota, le funzionalità di Google+ erano state adattate alle organizzazioni. Tali funzionalità includevano la condivisione privata tra organizzazioni e i controlli amministrativi che consentivano di limitare la visibilità di profili e post.
Il 5 novembre 2013 Google ha aggiunto un ulteriore livello di sicurezza per le comunità con restrizioni a cui potevano unirsi solo gli utenti appartenenti a una determinata organizzazione. Gli amministratori possono impostare in maniera predefinita le comunità con restrizioni e scegliere quali utenti al di fuori dell'organizzazione possono unirsi.
Google+, in quanto rete aziendale, ha ricevuto recensioni miste che spaziavano dalle funzionalità che consentono alle piccole aziende di essere notate online, alla confusione degli utenti riguardo al marchio, fino a essere considerato un protagonista importante nella strategia di social marketing per aziende. Molti articoli online sottolineano che la presenza di Google+ consente di promuovere le aziende grazie ai posizionamenti dei risultati di ricerca di Google, siccome i post e le condivisioni di Google+ sono indicizzati immediatamente da Google.
Nel 2019 la sezione gratuita del social network è stata chiusa, rimanendo attiva solamente per i clienti G Suite.
Nel 2020 tutti gli utenti G Suite vengono gradualmente migrati da Google+ per G Suite a Google Currents.

### Google Apps Vault
Google Apps Vault è un servizio di eDiscovery e archiviazione disponibile esclusivamente ai clienti di Google Apps ed è stato annunciato il 28 marzo 2012. Vault consente ai clienti di trovare e conservare messaggi email che possono essere utili per degli eventuali contenziosi. Inoltre aiuta i clienti a gestire i dati aziendali per motivi di continuità, conformità e aderenza alle normative. A partire dal 25 giugno 2014, i clienti di Vault possono inoltre ricercare, visualizzare l'anteprima ed esportare file di Google Drive.
Google Apps Vault è incluso con Drive for Work e offre spazio di memorizzazione illimitato, disponibile al costo di 10 dollari per utente al mese.
A febbraio 2020, Google Apps Vault è un'opzione inclusa da G Suite (ex Google Apps) senza costi addizionali per i profili Business ed Enterprise, permettendo di archiviare i dati nel luogo (nell'applicazione) nel quale sono stato nativamente generati oppure di esportarli e reimportarli successivamente su Gmail, Drive e Hangouts Chat. Non è prevista una certificazione della data e dei dati di connessione, mentre viene fornita un API per l'archiviazione sostitutiva su sistemi di terze parti, purché siano partner certificati di Google, quali Veritas oppure ZDiscovery.

### Google Tasks
Google Tasks consente agli utenti di acquisire e gestire le cose da fare ovunque in Google Workspace o utilizzando app iOS e Android. È iniziato come una funzionalità di Gmail e Calendar prima di essere lanciato come app autonoma nel giugno 2018. Si integra direttamente con Google Calendar e le attività possono essere create dalle e-mail in Gmail.

### Jamboard
Nell'ottobre 2016, Google ha annunciato Jamboard, il primo prodotto hardware progettato per Google Workspace. Jamboard è una lavagna interattiva digitale che consente riunioni collaborative e brainstorming. La Jamboard è connessa al cloud e consente alle persone in luoghi diversi di lavorare insieme in tempo reale tramite più Jamboard o connesse in remoto tramite un'app complementare per smartphone. La Jamboard riconosce diversi input tattili, come l'utilizzo di uno stilo per disegnare o una gomma per ricominciare da capo, e non richiede batterie o pairing. La Jamboard è un display 4K da 55 pollici con videocamera HD integrata, altoparlanti e Wi-Fi.

## Prezzi
Quando i clienti potenziali si registrano a Google Apps for Work, ottengono una prova gratuita di 30 giorni per un numero massimo di 10 utenti. Al termine della prova, è possibile scegliere tra un piano annuale al costo di 40 euro per utente all'anno o un piano flessibile al costo di 4 euro per utente al mese o 48 euro all'anno. La fatturazione di entrambi i piani può avvenire su base mensile o annuale.
I clienti possono aggiungere spazio di memorizzazione illimitato e Google Apps Vault per un costo mensile totale di 8 euro per utente. Per le organizzazioni con meno di cinque utenti, tale opzione limita lo spazio di memorizzazione a 1 TB per utente.
In ambito non professionale, le persone possono usare Google Workspace gratuitamente (basta avere un account Google), ovviamente con diverse limitazioni (a cominciare dagli spazi di archiviazione on line, la non possibilità di dotarsi di dominio a proprio nome e altre).

## Google Apps Device Policy
Google Apps Device Policy è un'app (presente sullo store di Google) che implementa il controllo della sicurezza di un dispositivo mobile, che utilizza un account aziendale Workspace, da parte del server che eroga la suite Workspace. Tramite questo agente, l'amministratore del dominio può implementare una serie di regole di protezione e l'addetto può monitorarne l'impiego oltre che eseguire delle operazioni di sicurezza sul dispositivo.
Le regole sono:
- Requisiti di lunghezza e sicurezza della password del dispositivo.
- Numero massimo relativo ai seguenti elementi:
- Password non valide consentite prima della cancellazione dei dati del dispositivo.
- Password scadute di recente che sono state bloccate.
- Giorni prima della scadenza della password del dispositivo.
- Minuti di inattività prima del blocco automatico del dispositivo.
- Giorni per cui il dispositivo non viene sincronizzato prima della cancellazione dei dati.
- Controllo dell'app.
- Cancellazione da remoto dei dati o di un account dal dispositivo.
- Requisiti di versione dell'app Device Policy.
- Blocco dei dispositivi la cui sicurezza è compromessa.

Condizione essenziale è che sul dispositivo sia configurato un profilo di lavoro, associato all'account aziendale, registrato mediante Android Device Policy che è il servizio (attuato mediante app) di Android che si occupa di configurare regole di sicurezza base di abilitazione del controllo da remoto.

## Sicurezza
Google garantisce di non trattenere i dati dei clienti. I dati sono memorizzati nei data center di Google e l'accesso è limitato a dipendenti e personale selezionati. Google non condivide i dati con altre entità, li mantiene fino a quando richiesto dai clienti, che hanno la facoltà di ritirare i dati in caso di migrazione da Google Apps.
Google Apps offre sicurezza e conformità classe Enterprise, inclusa una certificazione SSAE 16 / ISAE 3402 Tipo II, SOC 2-audit, ISO 27001, segue i principi di riservatezza Safe Harbor e consente di supportare requisiti specifici di settore come l'HIPAA (Health Insurance Portability and Accountability Act). Google afferma di aver incorporato strumenti anti-spam in Google Apps con un controllo antivirus integrato e un controllo dei documenti prima che gli utenti possano scaricare qualsiasi messaggio.
Google assicura che tutti i file caricati su Google Drive sono crittografati e che ogni email inviata o ricevuta dagli utenti è crittografata durante i trasferimenti interni tra data center. In un post del blog, Google for Work ha affermato di fornire un importante impegno contrattuale per proteggere le informazioni dei clienti e di non mostrare pubblicità o rilevare informazioni dei clienti per la pubblicità.

## Uso
Google sostiene che più di 5 milioni di organizzazioni stiano utilizzando gli strumenti di Google Apps, nella versione gratuita o a pagamento. Secondo Amit Singh, il presidente di Google for Work, il 60% delle aziende dell'elenco Fortune 500 sta utilizzando i servizi di Google for Work. La gamma di clienti spazia tra i settori a livello globale e include Uber, AllSaints, BuzzFeed, Design Within Reach, Virgin, PwC e altri. Molti clienti che utilizzano Apps appaiono nella pagina clienti di Apps.

## Rivenditori e sponsor di Google
Google vanta un ecosistema di rivenditori che aiuta i clienti potenziali a diventare operativi sulle Google Apps. La directory dei partner aiuta gli utenti a trovare il partner ideale. Il 10 marzo 2014 Google ha lanciato in alcuni Paesi un programma di referral che offre agli sponsor 15 dollari per ciascun utente registrato. Il programma inizialmente è stato implementato per tutti gli utenti negli Stati Uniti e nel Canada. Le clausole del programma di presentazione affermano che gli utenti possono presentare un numero illimitato di clienti, ma che il riconoscimento viene corrisposto per i primi 100 utenti di ciascun cliente presentato.
Il 4 dicembre 2014 Google ha presentato il Google for Work and Education Partner Program che aiuta i partner nella vendita, nella manutenzione e nell'innovazione della suite di prodotti e piattaforme di Google for Work and Education.
Tramite i Business Partner Google presenti sul territorio, le organizzazioni possono avere consulenza e assistenza specifica per configurare e manutenere il proprio dominio aziendale Google.

## Google Suite Marketplace
Google Apps Marketplace è stato lanciato nel 2010 ed è un negozio online con applicazioni cloud destinate alle aziende che accrescono la funzionalità di Google Apps. Dal 2014 si chiama Google Suite Marketplace per via della creazione di una suite unica per tutte esigenze (allora denominata appuntoG Suite) e consente agli amministratori di sfogliare, acquistare e distribuire applicazioni cloud integrate destinate alle aziende o alle scuole.
Gli sviluppatori possono anche creare e vendere applicazioni e servizi in Marketplace. Il 6 marzo 2014 Google ha informato che i clienti di Google Apps avevano effettuato oltre 200 milioni di installazioni dal negozio online a partire dal lancio di Marketplace nel 2010.
Il 17 settembre 2014 Google ha informato con un post del blog che i dipendenti potevano installare applicazioni di terze parti dal Marketplace senza coinvolgere gli amministratori.

## Recensioni online
Google Apps ha ricevuto molte recensioni positive online con una media di 4-5 stelle su un massimo di 5 stelle. Nelle recensioni Google Apps è stato apprezzato per il prezzo concorrenziale, l'offerta di una suite completa, la facile installazione e la buona funzionalità su più dispositivi. Alcune recensioni negative hanno sottolineato che a Google Apps, Presentazioni e Google Documenti mancano alcune funzionalità necessarie a produrre documenti pari ai documenti realizzati con Powerpoint e Word di Microsoft Office.

## Concorrenza
Il principale concorrente della suite di Google Workspace è Microsoft Office 365, un'offerta per aziende basata sul cloud di Microsoft che offre prodotti simili. I recensori online non sono unanimi nel definire quale sia la migliore offerta. Nelle recensioni si legge che le valutazioni di Google Apps e Microsoft 365 sono simili, ma che le funzionalità sono molto diverse.
Le differenze principali consistono nei piani tariffari, nello spazio di memorizzazione e nel numero di funzionalità. Microsoft 365 offre un numero di funzionalità maggiore rispetto a Google Workspace, tuttavia molte di queste funzionalità spesso non vengono utilizzate. Google non fornisce cifre sul fatturato o sugli utenti e rende in tal modo difficile ai recensori il confronto tra il successo di G Suite e Microsoft Office. Dall'ottobre 2014, Microsoft vanta 7 milioni di clienti per Office 365 e nell'ultimo trimestre ha riscontrato una crescita del 25%.
Attualmente non son presenti startup in concorrenza con la suite di Google Apps perché il costo necessario a competere su un prodotto, come l'email, è troppo elevato e l'opportunità di fatturato è ridotta.
Con Drive for Work e le applicazioni con spazio di memorizzazione illimitato e Vault, Google Workspace ha attratto nuovi concorrenti: Box, Dropbox e OneDrive.

## Prodotti correlati
Google Workspace fa parte di un'estesa gamma di prodotti aziendali di Google. Alcuni prodotti: Google Cloud, Google Search for Work, Google Maps for Work, Google Chrome for Work.

## Prodotti inclusi
Sono inclusi nell'offerta, e attivabili dal pannello di amministrazione per tutti o parte degli utenti, tutti i prodotti Google per l'utenza domestica, tra cui:
- Il servizio per la posta elettronica Gmail, con spazio incluso a partire da 25 GB e relativa applicazione per la gestione della rubrica;
- Il gestore di calendari Google Calendar, con la possibilità di assegnare calendari a strutture o aule;
- Il servizio di memorizzazione, office automation e collaborazione online Google Drive;
- La piattaforma per la creazione, gestione e pubblicazione di siti web Google Sites;
- Gestione delle attività didattiche nelle scuole tramite la piattaforma Classroom;
- Il servizio di messaggistica istantanea Google Chat;
- Il sistema di teleconferenza Google Meet;
- L'accesso al social network Google Currents;
- Le piattaforme per la condivisione di video YouTube e, precedentemente, di immagini Picasa;
- Il servizio per il blogging grazie a Blogger;
- L'accesso alle API;
- Contatti Google lo strumento di gestione dei contatti di Google.